# 马里尼-圣马塞尔
马里尼-圣马塞尔（法語：Marigny-Saint-Marcel，法語發音：[maʁiɲi sɛ̃ maʁsɛl]）是法国上萨瓦省的一个市镇，位于该省西南部，属于阿讷西区。

## 历史
该市镇于1844年由原市镇马里尼（Marigny）和圣马塞尔（Saint-Marcel）合并而成。

## 地理
马里尼-圣马塞尔（45°49'45"N, 5°59'9"E）面积7.35 平方千米，位于法国奥弗涅-罗讷-阿尔卑斯大区上萨瓦省，该省份为法国东部省份，历史上为薩伏依的一部分，北与瑞士接壤，西接安省，南至萨瓦省，东与瑞士和意大利接壤。
与马里尼-圣马塞尔接壤的市镇（或旧市镇、城区）包括：谢朗河畔阿尔比、布洛伊、布西、呂米伊、圣费利克斯、圣西尔韦斯特。
马里尼-圣马塞尔的时区为UTC+01:00、UTC+02:00（夏令时）。

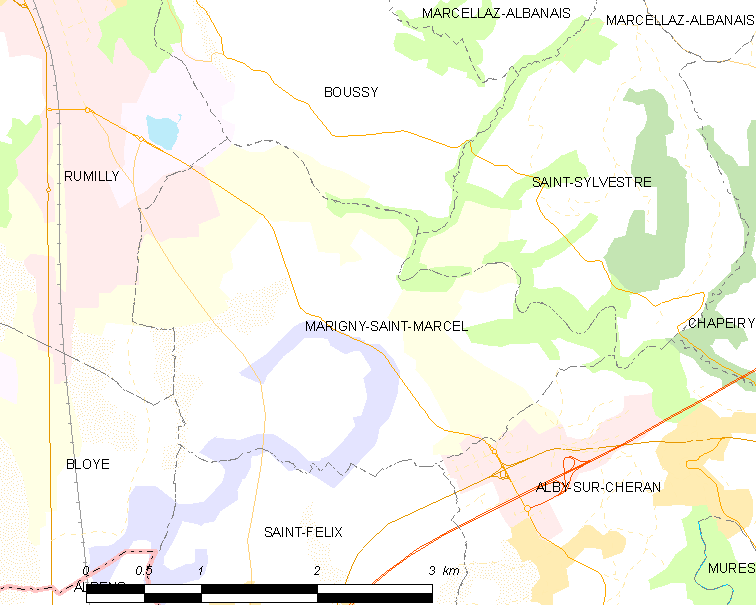
马里尼-圣马塞尔的OSM定位图

## 行政
马里尼-圣马塞尔的邮政编码为74150，INSEE市镇编码为74165。

## 政治
马里尼-圣马塞尔所属的省级选区为吕米伊县。

## 交通
上萨瓦省省道D3线和D240线经过马里尼-圣马塞尔境内，有客运巴士前往省会阿讷西。

## 人口

1962-2008年间马里尼-圣马塞尔人口变化图示

马里尼-圣马塞尔于2022年1月1日时的人口数量为701人。